# 紋喉棒䲁
紋喉棒䲁（學名：Rhabdoblennius rhabdotrachelus），為輻鰭魚綱鳚形目䲁科棒䲁屬的一種，分布於太平洋關島至馬克薩斯群島海域，本魚體延長，稍側扁，頭小，頭頂無冠膜，具有眼上鬚及鼻鬚，無頸鬚，唇平滑，上下顎具犬齒，背鰭硬棘12枚、背鰭軟條18-19枚、臀鰭硬棘2枚、臀鰭軟條20-21枚，體長可達4.1公分，棲息在沿海淺水域，雌魚產附著性卵，雄魚有護卵行為，幼魚為浮游性，生活習性不明。